# Банф
„Банф“ (на английски: Banff National Park) е национален парк в Канада, най-старият в страната, създаден през 1885 година с името „Rocky Mountains Park“. Обхваща площ от 6641 km².
Климатът в региона е субполярен. Животинският свят е представен от мечката гризли, северноамериканската пума, росомахата, дебелорогия овен и други. Срещат се и над 200 вида птици. За влечугите и земноводните условията не са особено благоприятни, поради което тяхното видово разнообразие е по-малко.